# San Francisco Rush 2049
San Francisco Rush 2049 — гоночная компьютерная игра, разработанная Atari Games и изданная Midway Games для аркадных автоматов в 1999 году. В 2000 году игра была выпущена на Nintendo 64, Game Boy Color, Sega Dreamcast в 2000 году. Это третья игра в серии Rush, продолжение San Francisco Rush и Rush 2: Extreme Racing USA. Версия для Game Boy Color отличается от остальных видом сверху. Планировался выпуск Rush 2049 на PlayStation 2, но эта версия была отменена. Версия Sega Dreamcast была переиздана[когда?] в составе Midway Arcade Treasures 3 для PlayStation 2, Xbox, и Nintendo GameCube.
Гонки происходят в Сан Франциско 2049 года на футуристических автомобилях.

## Игровой процесс
Игра имеет разные режимы с различным игровым процессом. Всего есть 13 моделей авто, но часть из них изначально скрыты. Открыть их можно, собирая специальные монеты. Автомобили имеют параметры: скорость, ускорение, управляемость и прочность. Перед гонкой можно поменять автомобилю комплектацию (трансмиссию, колеса, двигатель) и внешний вид (цвет, блеск, колесные диски). Автомобили имеют выдвижные крылья, которые помогают выровняться в высоком прыжке или при падении.
Трассы нередко имеют скрытые короткие пути, трамплины и тайники с бонусами. В многопользовательском режиме экран разделяется на равные части для каждого игрока.
Для получение дополнительной информации доступны тахометр (сколько оборотов колес было сделано за гонку), спидометр, одометр (какое расстояние Было преодолено за гонку), радар, передача, карта трассы и счетчики часов. В некоторых режимах настраиваются условия, такие как ветер, туман и сила тяжести на трассе.

## Оценки
| Сводный рейтинг | Сводный рейтинг |
| Агрегатор       | Оценка          |
| --------------- | --------------- |
| GameRankings    | 83,44 %         |